# Полька (приток Истьи)
Полька (Мелисья) — река в России, протекает в Рязанской области. Левый приток Истьи.

## География
Река берёт начало у деревни Михалково Старожиловского района. Течёт в восточном направлении. У деревни Медвежье сливается со своим правым притоком, рекой Мелисья. Устье реки находится у села Истье в 17 км по левому берегу реки Истьи. Длина реки составляет 18 км, площадь водосборного бассейна 101 км².

## Данные водного реестра
По данным государственного водного реестра России относится к Окскому бассейновому округу, водохозяйственный участок реки — Ока от города Рязань до водомерного поста у села Копоново, без реки Проня, речной подбассейн реки — бассейны притоков Оки до впадения Мокши. Речной бассейн реки — Ока.
По данным геоинформационной системы водохозяйственного районирования территории РФ, подготовленной Федеральным агентством водных ресурсов:
- Код водного объекта в государственном водном реестре — 09010102212110000025133
- Код по гидрологической изученности (ГИ) — 110002513
- Код бассейна — 09.01.01.022
- Номер тома по ГИ — 10
- Выпуск по ГИ — 0